# 西田絵里
西田 絵里（にしだ えり）は、日本の女性声優。以前は81プロデュースに所属していた。

## 出演作品

### 吹き替え
- アメリカン・サイコ（ジーン）
- ALI アリ
- アンツ・イン・ザ・パンツ!（ゼルダおばさん）
- ザ・ロイヤル・テネンバウムズ
- スナイパー（マーシャ・ピータース）
- ダンサー・イン・ザ・ダーク（リンダ）
- 9デイズ
- ハートブレイカー
- パパってなに?
- ホット・チック
- ロードレージ (映画)
- 私が愛したギャングスター（リサ）

### OVA
- ブラック・ジャック（種田）